# Приключения Тинтина: Тайна «Единорога»
«Приключения Тинти́на: Тайна „Единорога“» (англ. The Adventures of Tintin: Secret of the Unicorn) — 3D-фильм, снятый режиссёром Стивеном Спилбергом с помощью технологии захвата движения. Основан на трёх альбомах комиксов о приключениях Тинтина, созданных знаменитым бельгийским художником Эрже, — «Краб с золотыми клешнями» (1941), «Тайна „Единорога“» (1943) и «Сокровища Кровавого Рокхама» (1944). Это первый фильм Спилберга в цифровом формате. Европейская премьера состоялась 23 октября 2011 года, российская — 3 ноября 2011 года, американская — 21 декабря 2011 года.

## Сюжет
Действие происходит в начале 1950-х годов в Брюсселе. Тинтин — молодой и независимый журналист-детектив. В городе он всем известен своими расследованиями тайн и преступлений. Однажды он покупает на рынке прекрасную модель корабля под названием «Единорог». Данная покупка привлекает внимание двух людей, каждый из которых тоже хочет приобрести этот макет. Один из них предупреждает об опасности. Оказывается, что в корабле спрятан ключ, однако при поломке макета ключ выпадает. Тинтин не замечает этого. В библиотеке Тинтин узнает, что капитаном «Единорога» был шевалье Франсуа д’Адок и что судно имело тайный груз, а также о нападении пиратов на «Единорога». Вернувшись домой ночью, Тинтин замечает, что макет исчез. Он направляется в поместье д’Адока под названием Муленсар. Там же находит ещё одну похожую модель «Единорога», но только целую. Кроме того, Тинтин узнает имя одного человека, который хотел заполучить его макет — Иван Иванович Сахарин. Вернувшись домой репортер обнаруживает, что его квартира перевернута «вверх дном». Он находит цилиндр, выпавший из «Единорога». В цилиндре был свиток со стихотворением, написанным на старомодном наречии. В нём говорилось:
Три брата соединились,

Три Единорога в едином строю,

Плывущие в полуденном солнце,

Заговорят,

Ибо тогда от света наступит просветление,

И приведет к кресту Орла.

В это время к Тинтину приходит ещё один человек, который хотел заполучить макет «Единорога», тот самый, который предупреждал его об опасности. Гость просит впустить его, однако Тинтин отказывается. Вдруг по мужчине открывают огонь. На газете раненый отметил кровью буквы. Прочитав буквы вместе, Тинтин получил слово «Карабуджан».
На утро Тинтин узнал, что жертвой нападения стал Бернаби Досс — один из лучших агентов Интерпола. Также Тинтин сдает улику, то есть газету, в Интерпол, но по стечению обстоятельств, бумажник Тинтина, в котором находился свиток из «Единорога», ворует клептоман. Когда Тинтин возвращается домой, его похищают. Собака Тинтина по имени Снежок увязывается за похитителями. Тинтина доставляют на судно под названием «Карабуджан». Как оказалось, Сахарину понадобился свиток из макета Тинтина. Снежок освобождает Тинтина. Парень знакомится с капитаном Хэддоком который был потомком д’Адока, и они вместе пытаются сбежать с корабля. Тинтин передает сообщение о происходящем в Интерпол и узнает, что третья модель корабля в Багхаре (Марокко) во дворце Омара Бен Салаада, в витрине из пуленепробиваемого стекла. В Багхар приезжает певица по имени Бьянка Кастафиоре (прозвище — Миланская Соловушка). Начинается погоня, но в конце концов Тинтин, Хэддок и Снежок сбегают на шлюпке в открытое море.
Тем временем инспекторы Дюпон и Дюпонн находят клептомана и бумажники украденные им, среди которых был и бумажник Тинтина. На утро за Тинтином и Хэддоком прилетает гидроплан, который открывает огонь по мужчинам. Тинтин метким выстрелом повреждает двигатель гидроплана и троица захватывает его. Пролетев несколько миль, команда терпит крушение в пустыне. Идя по пустынной жаре, Хэддок неожиданно проваливается в видение о «Единороге». Ночью Тинтин и Хэддок теряют сознание, но их находят военные. На утро Хэддок вспоминает всю историю про нападение пиратов на «Единорог», а также то, что Сахарин был потомком главы пиратов — красного Ракхамa. Команда идет в Багхар. Сахарин уже был там и сопровождал Миланскую Соловушку. В городе команда встречают Дюпона и Дюпонна, которые возвращают Тинтину бумажник. Свиток был на месте, Тинтин отдает его Хэддоку и просит, чтобы тот его сберег. Во дворце Соловушка своим громким пением разносит витрину из пуленепробиваемого стекла вдребезги. Сокол Сахарина вытаскивает последний свиток из макета, у Хэддока его также отбирают. Все три свитка были у Сахарина. После погони из дворца Тинтин узнает, что если сложить свитки вместе, то он получит какое-то конкретное число. Сахарин грозится убить Хэддока и Снежка, после чего Тинтин возвращает ему свитки. Сахарин покидает порт на корабле «Карабуджан». Отследив место прибытия мужчины с помощью Интерпола, команда идет по их следу.
Ночь. Сахарин возвращается в Брюссель. В порту ему подготовили засаду, но злодей сумел выкрутиться из ситуации и начать с Хэддоком битву на кранах. Итогом сражения стало то, что кран Хэддока оказался разбит. Между Хэддоком и Сахарином идет бой на шпагах. Тинтин отбирает свитки Сахарина, а Хэддок сдает злодея в руки Дюпона и Дюпонна. На утро выясняется, что числа на свитках — это координаты, которые приводят команду в Муленсар. В подвале они находят сокровище и шляпу д’Адока, а также ещё один ключ, который должен привести их к оставшимся на дне океана богатствам «Единорога».

## В ролях
- Джейми Белл — Тинтин
- Энди Серкис — капитан Хэддок/шевалье Франсуа д’Адок
- Саймон Пегг — Инспектор Дюпон
- Ник Фрост — Инспектор Дюпонн
- Дэниел Крейг — Иван Иванович Сахарин/Красный Ракхам
- Тони Карран — лейтенант Делькур
- Тоби Джонс — Аристид Филосель/клептоман
- Кэри Элвес — первый пилот гидроплана
- Филипп Риз — второй пилот гидроплана
- Гад Элмалех — Омар Бен Салаад
- Маккензи Крук — Эрни
- Дэниэл Мейс — Аллан
- Марк Иванир — афгарский солдат на заставе
- Ким Штенгель — Бьянка Кастафиоре/Миланская Соловушка
- Сонье Фортаг — госпожа Финч/комендантша

В начале фильма есть эпизод, где Тинтин позирует уличному художнику; это не кто иной, как автор комикса «Приключения Тинтина» Эрже. Подобного рода камео встречаются и в альбомах самого Эрже.

## История создания фильма
Когда Спилберг снял первый фильм об Индиане Джонсе, «В поисках утраченного ковчега», поклонники Тинтина обвинили создателей фильма в плагиате:

Спилберга встревожили не сами претензии, а незнакомое слово «Tintin». С большим трудом он выяснил, о чём речь, и заказал из Франции несколько томов комиксов без перевода. Пролистал, заинтересовался. Нашёл английские издания. Прочитал залпом. Понял, кого же он копировал, сам о том не зная. Тинтин за десятки лет до Индианы соединил детектив с археологией — он раскрывал заговоры, разоблачал алчных капиталистов и находил в пыли времен загадочные артефакты.— Антон Долин в «Коммерсанте»
Спилберг в телефонном разговоре получил «благословение» Эрже на экранизацию комиксов. Он приобрёл права на киношную адаптацию после смерти художника в 1983 году, а затем повторно в 2002 году. Съемки должны были начаться в октябре 2008, выход фильма ожидался через 2 года. Однако релиз был отложен до 2011 года, после того как студия Universal отказалась от сотрудничества с Paramount, предоставившей 30 млн долларов на предшествующие производству затраты. Задержки привели к тому, что актёр Томас Сангстер, который был первоначально выбран на роль Тинтина, покинул проект.

## Отзывы прессы

### Англия
Британские критики увидели фильм на несколько месяцев раньше американских. Тон отзывам задал Ксан Брукс на страницах газеты Guardian: «Занятно, что Эрже достиг большей выразительности с непритязательными карандашными линиями и чернильными глазами, чем целая армия аниматоров и полк компьютеров», которые были в распоряжении Спилберга. Ветеран того же издания Филип Френч назвал фильм «относительно приятным, хотя и несколько бесхарактерным», согласившись с тем, что кино по всем позициям проигрывает комиксам Эрже. Основного критика издания, Питера Брэдшоу, больше всего впечатлили начальные титры, остроумно обыгрывающие художественный стиль бельгийца: «Несмотря на искристую поверхность, что-то есть в этой версии „Тинтина“ плоское, механическое и едва ли даже не бесцельное». Писатель Том Маккарти, опубликовавший целую монографию о психологии Тинтина, высказался ещё более однозначно: «Если вам дороги комиксы Эрже, не ходите на омерзительную экранизацию Спилберга… Великое искусство было грубо перемалёвано». «Более противного фильма ещё не было снято», — вторит ему кинообозреватель Financial Times.

### Франция
Более чем прохладно оценили картину обозреватели парижской газеты «Либерасьон» Ж. Лефор и Д. Перон, назвавшие фильм бесплотным и развлекательным сверх всякой меры: «вы рискуете устать, если не заскучать». Критики другого французского издания, еженедельника «Ле Пуэн», разошлись во мнениях: один счёл картину «возвращением к детским воспоминаниям, на которое и надеяться было трудно», другой назвал фильм «катастрофой», а его главного героя «причудливым гибридом, синтетическим существом». Обозревателю газеты «Монд» экранный Тинтин напомнил своим обликом детскую пластмассовую игрушку для ванны, сам же дух комикса Эрже остался, по мнению критика, совершенно чуждым создателям фильма

### Италия
Итальянские обозреватели в целом дают высокую оценку фильму, хвалят «гениальные визуальные эффекты», точно рассчитанные движения камеры, от которых захватывает дух, верность передачи графического языка Эрже; при этом эталоном выступает «Аватар». Газета «Репубблика» отмечает осуществлённые авторами фильма идеологические коррективы комикса Эрже в духе политкорректности. Мануэль Билли обращает внимание на внешнее сходство одного из персонажей фильма, Ивана Сахарина, с самим Спилбергом: «кино — это притворство, симулякр, игра, мания».

### Россия
Из российских критиков одним из первых фильм отрецензировал Роман Волобуев, посчитавший его рассчитанным исключительно на детскую аудиторию, что вообще не характерно для развлекательных проектов Спилберга. Волобуев отметил сознательный уход Спилберга от всякой реалистичности в сторону «триумфального неправдоподобия».
В рецензии С. Ростоцкого («Московские новости») даётся негативная оценка применённому в фильме соединению компьютерных технологий с игрой актёров. «На выходе получился не чаямый „оживший“ комикс, а просто движущийся. Почувствуйте разницу». Безусловно позитивно оценивает фильм Антон Долин, не в пример большинству обозревателей полагающий, что образы Эрже воплощены Спилбергом «с пугающей точностью»:
«Возможно, это парадокс, но полностью сделанный на компьютере „Тинтин“ — едва ли не самый рукотворный, кустарный, заряженный личным обаянием фильм выдающегося режиссёра»
.

## Награды и номинации
- 2011 — Премия «Спутник» за лучший анимационный фильм (единственная победа), а также номинация за лучший адаптированный сценарий (Эдгар Райт, Джо Корниш, Стивен Моффат).
- 2012 — премия «Золотой глобус» за лучший анимационный фильм.
- 2012 — премия Гильдии продюсеров США за лучший анимационный фильм (Стивен Спилберг, Питер Джексон, Кетлин Кеннеди).
- 2012 — 2 премии «Энни» за лучшую музыку (Джон Уильямс) и лучшие анимационные эффекты (Кевин Ромонд), а также 3 номинации: лучший анимационный фильм, лучший сценарий (Эдгар Райт, Джо Корниш, Стивен Моффат) и лучший монтаж (Майкл Канн).
- 2012 — 2 номинации на премию BAFTA: лучший анимационный фильм (Стивен Спилберг) и лучшие визуальные эффекты (Джо Леттери).
- 2012 — номинация на премию «Оскар» за лучшую оригинальную музыку (Джон Уильямс).

## Видеоигра
На основе фильма была разработана видеоигра.